# نعمان (صنعاء القديمة)

تعديل مصدري - تعديل

حارة نعمان هي إحدى حارات مدينة صنعاء القديمة، بلغ تعداد سكانها 166 نسمة حسب تعداد اليمن لعام 2004.